# 董天祯
董天祯（？—），男，中华人民共和国政治人物，曾任青海省总工会副主席、二二一厂党委副书记，第四、五届全国人大代表、常委会委员。